# South Haven (Minnesota)
South Haven és una població dels Estats Units a l'estat de Minnesota. Segons el cens del 2000 tenia 204 habitants.

## Demografia
Segons el cens del 2000, South Haven tenia 204 habitants, 74 habitatges, i 50 famílies. La densitat de població era de 125 habitants per km².
Dels 74 habitatges en un 37,8% hi vivien nens de menys de 18 anys, en un 56,8% hi vivien parelles casades, en un 8,1% dones solteres, i en un 31,1% no eren unitats familiars. En el 25,7% dels habitatges hi vivien persones soles el 21,6% de les quals corresponia a persones de 65 anys o més que vivien soles. El nombre mitjà de persones vivint en cada habitatge era de 2,76 i el nombre mitjà de persones que vivien en cada família era de 3,39.
Per edats la població es repartia de la següent manera: un 33,8% tenia menys de 18 anys, un 7,8% entre 18 i 24, un 25,5% entre 25 i 44, un 18,6% de 45 a 60 i un 14,2% 65 anys o més.
L'edat mediana era de 32 anys. Per cada 100 dones de 18 o més anys hi havia 87,5 homes.
La renda mediana per habitatge era de 26.250$ i la renda mediana per família de 34.063$. Els homes tenien una renda mediana de 31.250$ mentre que les dones 22.188$. La renda per capita de la població era de 12.751$. Entorn del 4,3% de les famílies i el 12,1% de la població estaven per davall del llindar de pobresa.

## Poblacions més properes
El següent diagrama mostra les poblacions més properes.